# Securitas AG
Die Securitas AG ist ein 1907 gegründetes Schweizer Familienunternehmen im Bereich Sicherheitsdienstleistungen mit Hauptsitz in Zollikofen BE.
Sie ist Teil der Securitas Gruppe Schweiz und nicht zu verwechseln mit der schwedischen Firma Securitas AB, zu der die Schweizer Konkurrenzfirma Protectas SA gehört.
Regionaldirektionen sitzen in Basel, Bern, Genf, Lausanne, Lugano, Luzern, Olten, St. Gallen, Thun und Zürich. In der ganzen Schweiz hat die Securitas AG 25 weitere Filialen und gehört zu den 500 grössten Unternehmen in der Schweiz.

## Dienstleistungen

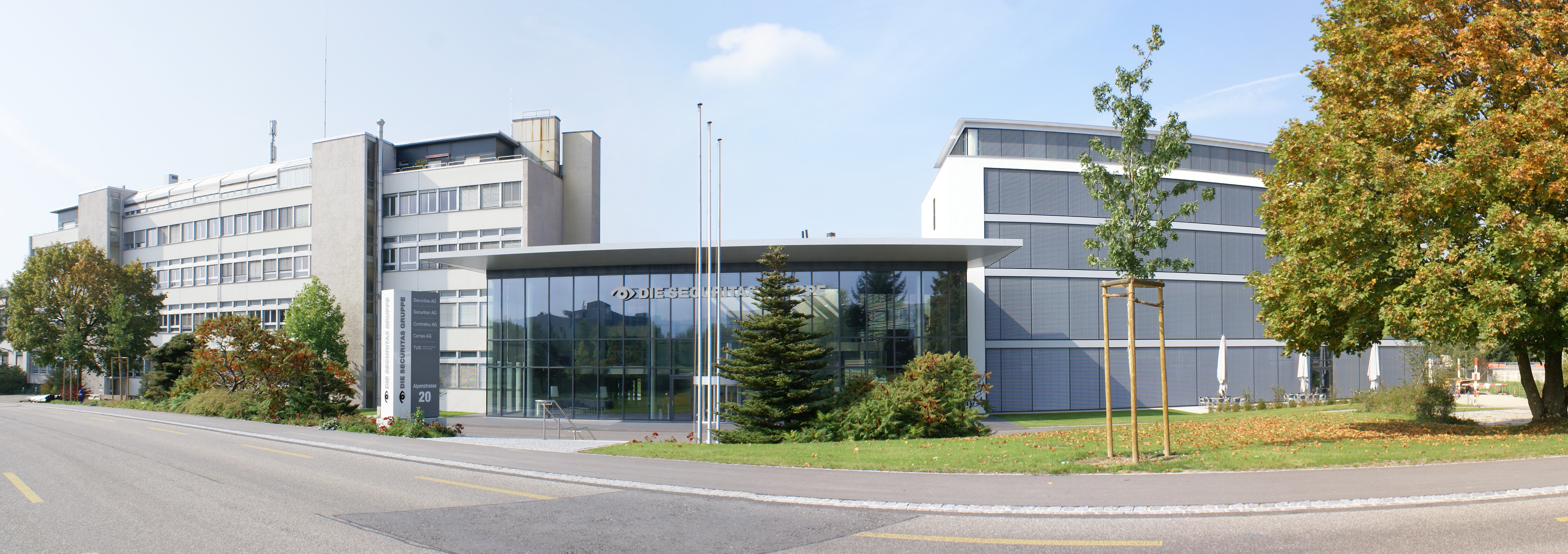
Hauptsitz der Securitas-Gruppe in Zollikofen.

- Bewachungsdienste (Revierbewachung, Separatbewachung, Baubewachung, Ferienbewachung)
- Veranstaltungsdienste (Eventsicherheit)
- Sicherheitsdienste (Ordnungsdienste, Objekt- und Wertschutz, Personenschutz, Gefangenentransporte, Diebstahlprävention)
- Verkehrsdienste (Verkehrsregelung, Kontrolle ruhender Verkehr, Geleisesicherheit)
- Interventions- und Zentralendienste (Interventionsdienste, Zentralendienste, Schlüsselfundmarken und -Depot)

## Geschichte

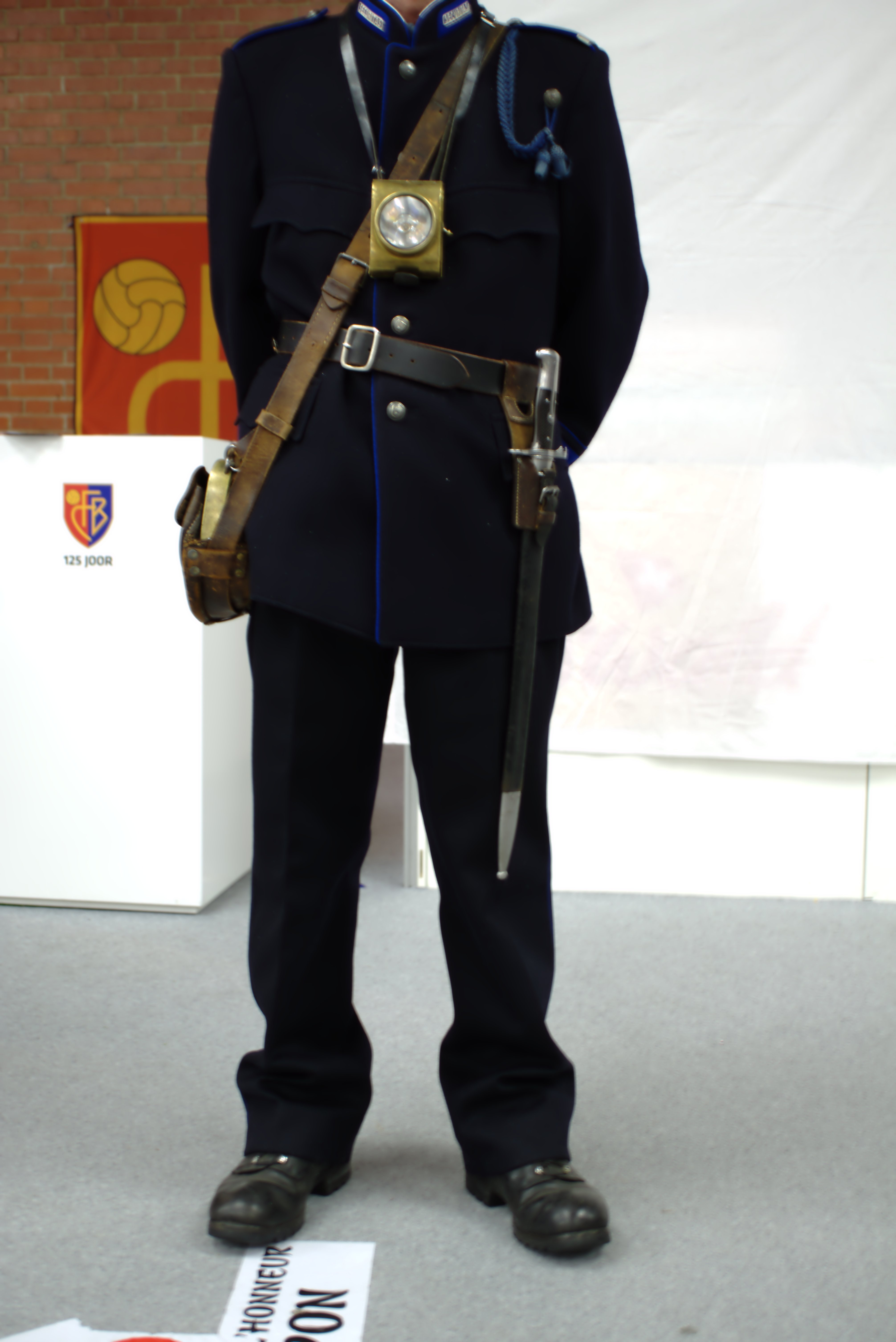
Historische Uniform, fotografiert an der muba 2019 in Basel.

Entwicklung des Securitas-Logos von 1907 bis 2002

### Gründung und erste Expansion (1907–1920)
Aufbauend auf die konkursite Firma gleichen Namens, gründete der Fürsprech und Oberst Jakob Spreng aus Bern 1907 die Securitas AG. Anfangs kämpfte sie gegen den Widerstand seitens der Polizei, die ihren Hoheitsbereich durch das Privatunternehmen gefährdet sah. Erster Grosskunde waren die Schweizerischen Bundesbahnen, die die Bahnhöfe grösserer Schweizer Städte bewachen liessen.
1914 erhielt das Unternehmen den Auftrag für Arealüberwachung und Zutrittskontrollen der Landesausstellung in Bern.
Trotz Ausbruchs des Ersten Weltkriegs und der damit einhergehenden Allgemeinen Wehrpflicht war das Unternehmen landesweit aktiv. Am 27. November 1917 starb Jakob Spreng 54-jährig, und sein Nachfolger Alfred Geiser trat das Amt als Generaldirektor an. Das Unternehmen erhielt 1919 den Bundesauftrag für die Sicherung schweizerischer Lebensmitteltransporte in kriegsgeschädigte Oststaaten.
1907 – elf Jahre vor Entstehen der Schweizerischen Unfallversicherungsanstalt (SUVA) – wurde die Unfallversicherung für Mitarbeiter eingeführt. Es folgten 1918 die Krankenkasse sowie Witwen- und Waisenkasse, 1925 die Pensionskasse und 1934 die Arbeitslosenversicherung.

### Die 1930er Jahre
Nach dem Tod von Generaldirektor Alfred Geiser übernahm Jakob Spreng jun. (1893–1958) 1928 die Geschäftsführung. Die Weltwirtschaftskrise, ausgelöst durch den New Yorker Börsencrash im Oktober 1929, ging auch an der Securitas nicht spurlos vorbei.
Der neu gegründete Völkerbund verpflichtete die Securitas AG als Organisations- und Bewachungsdienst an seinem Hauptsitz, dem Palais des Nations in Genf.

### Zweiter Weltkrieg und 1950er Jahre
Mit dem Ausbruch des Zweiten Weltkriegs wurde auch von der Securitas mehr Flexibilität verlangt: Aufgrund der steigenden Einbrüche und Diebstähle während der Verdunkelung wurden die Reviere mehrfach besetzt und die Kontrollen verstärkt. Zur Überbrückung entstandener Personalengpässe wegen eingezogener Mitarbeiter übernahmen teilweise deren Ehefrauen die nächtlichen Runden.
1943 entstand zwischen der Gewerkschaft VHTL und der Securitas AG der erste schweizerische Gesamtarbeitsvertrag. In diesem Jahr wurde auch die firmeneigene Familienausgleichskasse geschaffen, die den Mitarbeitern bis zur gesetzlichen Einführung derselben die Kinderzulagen auszahlte. 1948 wurde die Tochtergesellschaft Securiton AG gegründet, die Alarmvorrichtungen dieses Namens für Fenster, Türen, Kassenschränke und «besonders präparierte Fenster- und Montrescheiben» produzierte und später auch Mutterfirma der deutschen Hekatron wurde.
Am 18. November 1958 starb Jakob Spreng jun. im Alter von 65 Jahren, sein Sohn Manuel Spreng (1930–1999) übernahm das Amt des Generaldirektors. 1959 wurde das erste eigentliche Dienstfahrzeug, ein Citroën, angeschafft.

### 1960er Jahre bis 2000
Im Jahr 1963 wurde die Securitas Express AG gegründet, die sich auf Geld- und Werttransporte spezialisierte. 1964 folgte die Landesausstellung EXPO in Lausanne, an der erstmals auch weibliche Mitarbeiter im Einsatz standen. Der Uniform wegen wurden die Securitas-Damen «Les anges bleus» oder «Die blauen Engel» genannt. Im Jahr 1968 wurde die Interessengemeinschaft Telekommunikation und Sicherheit TUS gegründet; ein Projekt der Securitas und des Unternehmens Cerberus, das zum Ziel hatte, ein zuverlässiges Übertragungssystem für Alarm- und Zustandssignale zu realisieren.
Basierend auf dem Übermittlungssystem TUS35, richtete die Securitas «als Nervenzentrum des neuen Alarmnetzes» 1969 in Basel die erste Pikettstelle ein. Diese Alarmzentrale ermöglichte es, verschiedenste Meldungen differenziert zu empfangen und an die zuständigen Stellen weiterzuleiten.
1972 wurde der Werttransportbereich Securitas Express AG an die international etablierte MAT Transport AG verkauft. Seither bietet die Securitas Begleitschutz für Werttransporte an, führt jedoch selbst keine solchen mehr durch.
Während der 1990er Jahre wurde die Securitas AG als erstes Sicherheitsdienstleistungsunternehmen nach ISO 9001 zertifiziert. 1993 führte sie einen internen Fachausweis ein, der als Vorbild für den Eidgenössischen Fachausweis Sicherheitsfachmann bzw. Sicherheitsfachfrau diente.
1996 wurde Samuel Spreng (1941–2021) vom Verwaltungsrat der Securitas AG zum Generaldirektor ernannt und übernahm am 1. Januar 1997 die operative Führung der Securitas Gruppe. Er folgte damit seinem Bruder Manuel in der Funktion als Generaldirektor und Vorsitzender der Unternehmensleitung. Dieser widmete sich bis zu seinem Tod am 9. Februar 1999 der Leitung des Verwaltungsrates. Die Nachfolge in der Funktion des Verwaltungsratspräsidenten übernahm Samuel Spreng, Generaldirektor und Vorsitzender der Unternehmensleitung war Hans Winzenried.

### 21. Jahrhundert
Im Jahr 2002 wurde das Erscheinungsbild des Unternehmens modernisiert.
2003 infiltrierte eine Mitarbeiterin der Securitas im Auftrag von Nestlé unter falschem Namen die Waadter attac-Gruppe, um Informationen zu sammeln. Zu dem Zeitpunkt arbeitete die Gruppe gerade an einem Buch über den Nestlé-Konzern. Securitas-Generalsekretär Reto Casutt bestätigte dies und begründete es mit «terroristischer Gefahrenabwehr». Für diese unerlaubte Infiltration wurde die Firma 2012 von einem Waadtländer Zivilgericht verurteilt, jedem der acht Geschädigten 3000 Schweizer Franken zu zahlen.
Anlässlich der ordentlichen Generalversammlung vom 7. Juni 2013 trat der langjährige Verwaltungsratspräsident Samuel Spreng altershalber von seinem Amt zurück.  Er blieb jedoch Verwaltungsratsmitglied.
Die Securitrans, Public Transport Security AG wurde per Januar 2021 komplett von der SBB übernommen (vgl. Bahnpolizei in der Schweiz).
Im Mai 2021 wurde behauptet, dass Gewalt gegen Asylsuchende in Schweizer Bundesasylzentren angewendet worden sei. Der ehemalige Bundesrichter Niklaus Oberholzer stellte in einem Untersuchungsbericht fest, dass es in Bundesasylzentren keine systematische Gewalt gebe. Allerdings hätten Mitarbeitende der privaten Sicherheitsfirmen in mehreren Fällen unverhältnismässigen Zwang angewendet.
Am 11. Mai 2021 starb Samuel Spreng im Alter von 79 Jahren.